# Azerbaiyán en el Festival de la Canción de Eurovisión 2012
Azerbaiyán participará en el Festival de Eurovisión 2012 como anfitrión en Bakú y seleccionó su participante en una serie de la competiciones y la final nacional Milli seçim Turu, que fue organizado por la cadena İTV de Azerbaiyán. La cantante Sabina Babayeva fue la ganadora del concurso y representará a Azerbaiyán con el sencillo "When the Music Dies".

## Final nacional
En total se enviaron 119 canciones a las oficinas de İTV. El proceso de selección fue el mismo que en 2011, con la excepción de que el número de los participantes se redujo a 72 cantantes. Ellos se dividieron en ocho series con nueve cantantes en cada uno. La votación fue de 50% de los votos del jurado y el televoto con un 50%. Semanalmente el concurso consistió en cinco programas emitidos de lunes a viernes, con una canción extranjera realizada el lunes, una canción de Azerbaiyán el martes, una canción de Eurovisión del año anterior el miércoles, una canción con un enfoque especial sobre el desempeño del jueves y una canción de la elección del cantante el viernes.
Entre los concursantes seleccionados estaban el candidato por tercer año consecutivo Azad Shabanov, así como los candidatos de la gira de selección del año anterior: Altun Zeynalov, Empathy, Emin Hasan, Rustam Allazov, Janana Zeynalova, Orkhan Nasibov, Sabina Babayeva, Ramin Guliyev, Kanan Gadimov, Adil Bakhishli, Ulvi Rashidov, Rinat Alimov, Habil Ahmadov y Khana Hasanova. Entre los solicitantes del extranjero se incluyeron a Yan Kashepava de Estados Unidos y Vlada Akhundova de Rusia.

### Rondas celebradas
A continuación se muestran las rondas celebradas por el concurso y emitidas en directo por la televisión azerí:

#### Ronda 1

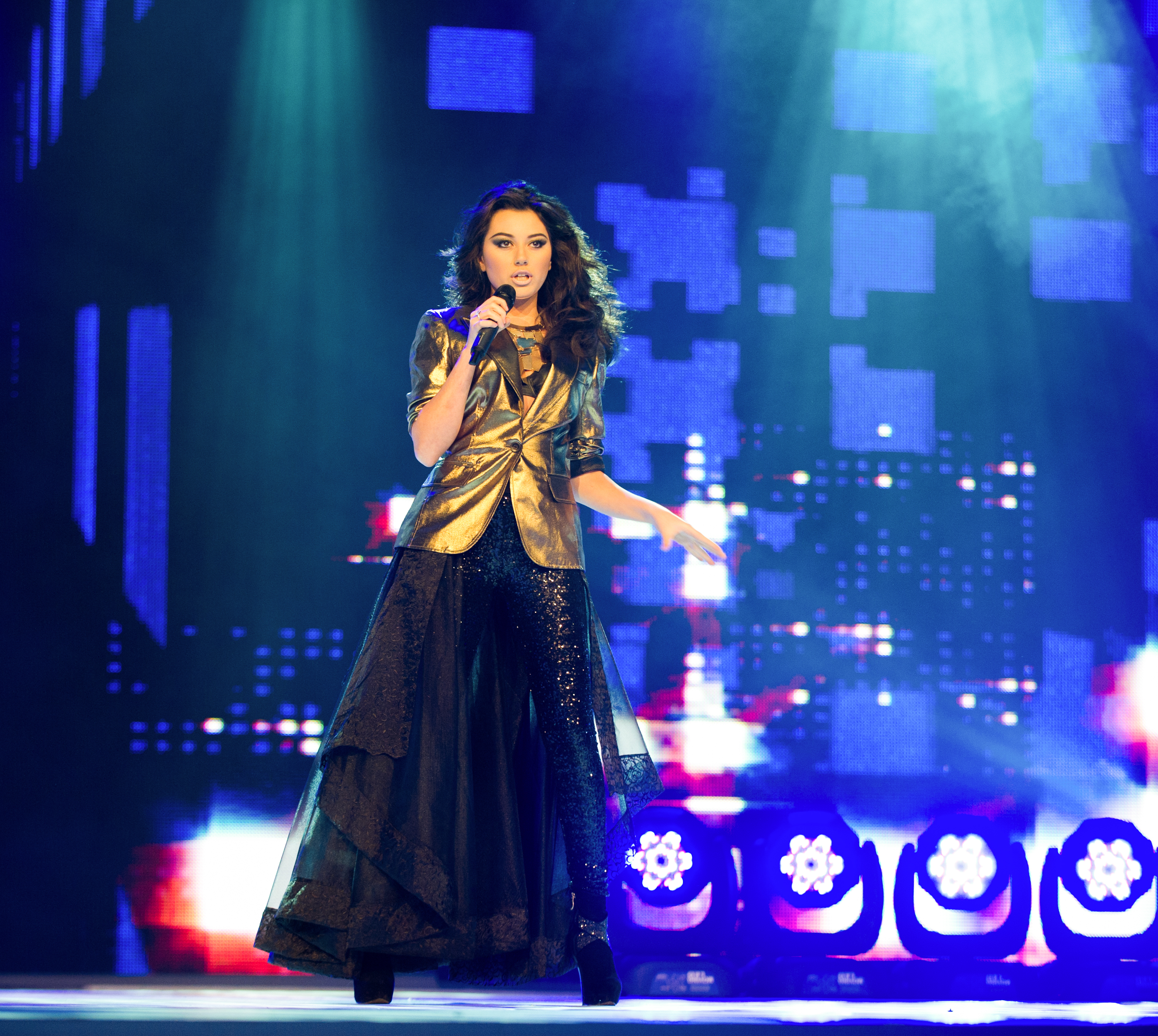
Safura Alizadeh, ganadora en 2010, durante una actuación en la gala el 25 de enero de 2012.

| # | Artista                | Puesto |
| - | ---------------------- | ------ |
| 1 | Ramin Guliyev          | 4      |
| 2 | Janana Zeynalova       | 7      |
| 3 | Orkhan Mirzayev        | 8      |
| 4 | Samra Rahimli          | 3      |
| 5 | Kanan Gadimov          | 5      |
| 6 | Anastasiya Bedritskaya | 9      |
| 7 | Amil Gojayev           | 6      |
| 8 | Orkhan Karimli         | 1      |
| 9 | Elnara Hasanova        | 2      |

#### Ronda 2
| # | Artista            | Puesto |
| - | ------------------ | ------ |
| 1 | Rufat Aliyev       | 8      |
| 2 | Mehriban Sadykhova | 9      |
| 3 | Farid Hasanov      | 3      |
| 4 | Ilham Hamidov      | 4      |
| 5 | Huseyn Abdullayev  | 2      |
| 6 | Maryam Karimova    | 1      |
| 7 | Sehri Rahimova     | 6      |
| 8 | Live Or Leave      | 7      |
| 9 | Elvin Babazadeh    | 5      |

#### Ronda 3
| # | Artista              | Puesto |
| - | -------------------- | ------ |
| 1 | Khayyam Mustafazadeh | 1      |
| 2 | Farid Ramazanov      | 7      |
| 3 | Rustam Allazov       | 5      |
| 4 | Rovshan Azizov       | 4      |
| 5 | Aysel Guluzadeh      | 6      |
| 6 | Yelena Karimova      | 9      |
| 7 | Anar Safarov         | 3      |
| 8 | Altun Zeynalov       | 2      |
| 9 | Aytaj Valiyeva       | 8      |

#### Ronda 4
| # | Artista               | Puesto |
| - | --------------------- | ------ |
| 1 | Orkhan Nasibov        | 7      |
| 2 | Emin Hasan            | 6      |
| 3 | Empathy               | 4      |
| 4 | Rinat Aslanov         | 8      |
| 5 | Nigar "Nika" Babayeva | 3      |
| 6 | Nadezhda Mikayilova   | 2      |
| 7 | Fagan Safarov         | 1      |
| 8 | Kamran Azizov         | 5      |

#### Ronda 5
| # | Artista               | Puesto |
| - | --------------------- | ------ |
| 1 | Elnara Kazimova       | 6      |
| 2 | Azad Shabanov         | 2      |
| 3 | Samir Mammadov        | 7      |
| 4 | Elton Ibrahimov       | 1      |
| 5 | Gunay Ahmadova        | 4      |
| 6 | Yan Kashepava         | 8      |
| 7 | Suleyman Aghakishiyev | 9      |
| 8 | Fidan Huseynova       | 5      |
| 9 | Aydin Eyvazzadeh      | 3      |

#### Ronda 6
| # | Artista             | Puesto |
| - | ------------------- | ------ |
| 1 | Habil Ahmadov       | 4      |
| 2 | Orkhan Afandi       | 5      |
| 3 | Ramila Muradova     | 3      |
| 4 | Elgiz Mammadov      | 6      |
| 5 | Adil Bakhishli      | 1      |
| 6 | Bakhtiyar Gasimov   | 2      |
| 7 | Jahangir Gasimzadeh | 7      |
| 8 | Vlada Akhundova     | 8      |

#### Ronda 7
| # | Artista           | Puesto |
| - | ----------------- | ------ |
| 1 | Erkin Osmanli     | 8      |
| 2 | Ad Gloriam        | 4      |
| 3 | Ayla Idrisova     | 2      |
| 4 | Kamran Abdullayev | 5      |
| 5 | Sabina Babayeva   | 1      |
| 6 | Khana Hasanova    | 3      |
| 7 | Khayal Taghiyev   | 9      |
| 8 | Natig Baghirov    | 6      |
| 9 | Azer Salimli      | 7      |

#### Ronda 8
| # | Artista          | Puesto |
| - | ---------------- | ------ |
| 1 | Tofig Hajiyev    | 5      |
| 2 | Rinat Alimov     | 9      |
| 3 | Arzu Ismayilova  | 1      |
| 4 | Ali Mammadli     | 7      |
| 5 | Ulkar Guliyeva   | 4      |
| 6 | Abbas Karimli    | 6      |
| 7 | Zaur Amiraslanov | 3      |
| 8 | Ulvi Rashidov    | 2      |
| 9 | Caspian Dreamers | 8      |

## Eurovisión
Azerbaiyán, como ganador del año pasado, será la sede del festival y, por lo tanto, se califica automáticamente para la final del 26 de mayo.
El sorteo que determinó las semifinales y las órdenes de ejecución se llevó a cabo el 25 de enero de 2012. Como resultado de este sorteo, Azerbaiyán (junto con Italia y España) votarán en la primera semifinal, celebrada el 22 de mayo.